# Бакланов, Георгий Андреевич
Георгий Андреевич Бакла́нов (имя при рождении ― Альфонс-Георг Бакис, латыш. Alfons Georgs Baķis; 23 декабря 1880 (4 января 1881)), Рига ― 6 декабря 1938, Базель) ― русский и американский оперный певец (баритон).

## Биография
Сын латыша и русской. Рано осиротев, воспитывался в Киеве у родственников матери.
Окончил Киево-Печерскую гимназию и поступил на юридический факультет Университета Св. Владимира. Ещё будучи гимназистом увлекся оперой и обнаружил у себя сильный голос. Вскоре начал занятия в Киевском музыкальном училище у Мартина Петца. В 1901 году перевелся в Санкт-Петербургский университет, который не окончил. В Петербурге совершенствовался у И. П. Прянишникова, в Милане ― у Витторио Ванцо.
Дебют Бакланова состоялся в 1903 году в Киеве в партии Демона в одноимённой опере Рубинштейна. В том же году он выступал в частной опере Зимина, а в 1905―1909 был солистом Большого театра, где участвовал в премьерных постановках опер Рахманинова ― «Скупой рыцарь» (партия Барона) и «Франческа да Римини» (партия Ланчотто Малатесты). С 1909 Бакланов часто выступал за границей, в 1915 эмигрировал в США (получил гражданство в 1917). Пел в Бостонской опере (1909 и 1915―1918), театре «Ковент-Гарден» (дебют в 1910), Венской придворной опере (1912―1916), Чикагском (1917―1927) и Филадельфийском (1928―1935) оперных театрах, а также много гастролировал по разным городам Европы и Америки. С 1932 года жил в Швейцарии. Последний раз на оперной сцене певец выступил в Базельском городском театре в 1938 году.
Обладая гибким и сильным голосом, ярким актёрским даром, Бакланов с успехом исполнял практически весь баритоновый оперный репертуар, а диапазон в две с половиной октавы позволял ему петь даже некоторые басовые партии, такие как Мефистофель («Фауст» Гуно) и Борис Годунов (одноимённая опера Мусоргского). В 1910―1930-х годах певец сделал ряд записей.